# Foxtrot – Der Tanz des Schicksals
Foxtrot – Der Tanz des Schicksals ist ein Antikriegsfilm und Drama des israelischen Regisseurs Samuel Maoz aus dem Jahr 2017. Der Film ist eine israelisch-deutsch-französische Koproduktion. Bei den Internationalen Filmfestspielen von Venedig 2017 gewann er den Grand Prix der Jury (Silberner Löwe). Gezeigt wurde der Film auch im Rahmen des Toronto International Film Festivals sowie auf dem Sundance Filmfestival. In Israel wurde er mit insgesamt acht Ophir Awards, unter anderem als bester Film, ausgezeichnet und als bester fremdsprachiger Film für die Vorauswahl der Oscarverleihung 2018 nominiert. Ab dem 12. Juli 2018 lief er in den deutschen Kinos. Der Film setzt sich kritisch mit der israelischen Armee auseinander und wurde sehr kontrovers diskutiert.

## Handlung
Dem Ehepaar Michael und Daphna Feldmann wird eines Tages die Nachricht überbracht, dass sein Sohn Jonathan, der zu der Zeit beim israelischen Militär dient, an der Front gestorben sei. Während die Mutter in Verzweiflung zusammenbricht, überkommt Michael eher die blanke Wut. Das Militär hat für solche Situationen ein paar praktische Tipps für die Angehörigen parat, z. B. jede Stunde ein Glas Wasser zu trinken. Im weiteren Verlauf der ersten halben Stunde zeigt der Film, wie die Eltern mit ihrer Trauer umgehen. Neben den Vorbereitungen für die Beisetzung muss sich Michael auch mit seiner Familie auseinandersetzen, unter anderem mit seiner Mutter, die, unter Demenz leidend, im Alterspflegeheim Schwierigkeiten hat, ihren Sohn zu erkennen. Eine weitere plötzliche Nachricht wird überbracht, dass es sich bei dem verstorbenen Soldaten Jonathan Feldmann nur um einen Namensvetter des tot geglaubten Sohnes gehandelt hatte und der Sohn von Michael und seiner Frau noch am Leben sei.
Anschließend wird ein zweiter Handlungsstrang eingeflochten, in dem vier junge Soldaten gezeigt werden, darunter Jonathan, die an ihrem trostlosen Einsatzort an einem Checkpoint mit dem Kontrollieren von Reisenden und mit einigen wilden Kamelen beschäftigt sind. Bei der nächtlichen Kontrolle eines Fahrzeuges mit vier jungen Leuten kommt es zur Katastrophe: Einer der Soldaten hält eine aus dem Wagen fallende Bierbüchse für eine Granate; auf seinen Warnruf hin feuert Jonathan mit seinem Maschinengewehr sofort auf die Insassen und tötet sie. Das Fahrzeug wird von einem Bulldozer vergraben, und der Vorgesetzte der Soldaten ist der Meinung, dass sie nur ihre Pflicht getan hätten. Dennoch wird Jonathan zu seiner Familie zurückbeordert, da sein Vater dies nach der falschen Todesnachricht veranlasst hat.
Im abschließenden Teil besucht Michael Daphna, von der er offensichtlich nun getrennt lebt. Sie reden über ihre Familie, und es kommt heraus, dass Joanathan doch noch „gefallen“ ist. Michael offenbart sein ihn schon lange quälendes „Geheimnis“, dass er bei einem Kriegseinsatz, an der Spitze eines Konvois fahrend, das nachfolgende Fahrzeuges nach vorne winkte, das dann auf eine Mine fuhr. Die Insassen verbrannten dabei und er wünschte sich nur, dass sie sterben, weil er ihre schrecklichen Schreie nicht mehr ertragen konnte.
Es gibt auch heitere Momente in diesem Gespräch, beispielsweise als die beiden sich über die jüdischen und nationalen Rituale bei der Beerdigung des Sohnes lustig machen.
Am Ende wird gezeigt, wie Jonathan ums Leben kam: Bei der Heimfahrt muss sein Chauffeur einem Kamel ausweichen, wobei das Fahrzeug einen Abhang hinunter stürzt.
Neben den Elementen eines Antikriegs-Dramas und einer Tragikomödie beinhaltet der Film auch Elemente eines Familiendramas, ist dabei aber durchgehend mit einem speziellen Humor und einer gewissen Satire gespickt.
Der Film ist nach dem Paartanz Foxtrott benannt. In drei Filmszenen wird Foxtrott getanzt: Als Michael Feldmann seine Mutter besucht, tanzt eine Gruppe Senioren im Seniorenheim. Ein gelangweilter Soldat gibt eine Tanzeinlage am Checkpoint. Gegen Ende des Films tanzt Michael Feldmann allein vor seiner Ex-Frau, um ihr zu zeigen, dass man wegen der Schrittfolge des Tanzes dabei immer wieder am selben Punkt ankommt.
"Foxtrott" ist außerdem der Name des Checkpoints, an dem Jonathan seinen Dienst versieht.

## Rezeption
Der Film wurde anfänglich als sehr umstritten aufgenommen, vor allem in Israel selbst, erhielt aber im Laufe der Rezeption zunehmend positive Kritiken und erreichte bei Rotten Tomatoes sogar eine Bewertung von 96 %, basierend auf 114 Kritiken.
Israels Kulturministerin Miri Regev (Likud) kritisierte Maoz’ Film vehement mit der Begründung, er unterstütze indirekt die BDS-Bewegung und spiele allen Gegnern Israels in die Hände. Darüber hinaus macht sie sich stark dafür, dass keine Fördermittel mehr, wie sie sagt, Filmen, „die Lügen über die Soldaten der IDF verbreiten“, zugutekommen sollen. Die Filmakademie lud die Kulturministerin Miri Regev daraufhin von der Ophir-Preisverleihung in Tel Aviv aus. Maoz, der selbst als israelischer Soldat gedient hat und in seinen Filmen seine Erlebnisse verarbeitet, hält ihre Vorwürfe für absurd und kommentierte diese damit, „… dass ausnahmslos jeder israelische Film von israelfeindlichen Organisationen boykottiert werde.“ In einer weiteren Stellungnahme sagte Regev, es sei „ungeheuerlich, dass israelische Künstler durch Verbreitung von Lügen unter dem Deckmantel der Kunst dazu beitragen, die junge Generation gegen die moralischste Armee der Welt aufzuwiegeln“. 1
Die Filmkritikerin Britta Leuchner des Online-Magazins Fassette schrieb zu dem Film: „[…] Die Rezensionen sind gemischt. Von Stolz bis hinzu Argwohn aus den Reihen der eigenen Landsleute, sowie große Erwartungen an Maoz, zeigen, dass dieser Filmemacher wahrlich nicht zum Durchschnitt der Medienbranche gehört. Noch ein Grund mehr ihn zu mögen. Von den Stoffen, die ihn beschäftigen bis hin zu den Besetzungen in seinen Filmdramen, zeigt Maoz Gespür für zeitlose und kompromisslose Filmkunst gehobener Klasse. […] Wann und ob der Ausnahmefilm in die deutschen Kinos kommt, oder ob es hierzulande ein Geheimtipp bleibt, bleibt abzuwarten. Aber sicher ist, dass der Streifen weder in Venedig noch in Israel oder den USA Mangel an Aufmerksamkeit erleiden wird.“